# Paul Gilbert
Paul Brandon Gilbert (ur. 6 listopada 1966 w Carbondale) – amerykański muzyk i kompozytor, wirtuoz gitary. Znany z występów w grupach muzycznych Racer X oraz Mr. Big. Wydaje również solowe albumy. Zagrał także w projekcie Guitar Wars razem z Nuno Bettencourtem i Steve'em Hackettem. Brał udział w trasie w G3 wraz z Joem Satrianim oraz Johnem Petruccim.
W 2004 roku muzyk został sklasyfikowany na 37. miejscu listy 100 najlepszych gitarzystów heavymetalowych wszech czasów według magazynu Guitar World.

## Dyskografia
| Albumy solowe - Tribute to Jimi Hendrix (EP, 1991) - King of Clubs (1998) - Flying Dog (1998) - Beehive Live (1999) - Alligator Farm (2000) - Raw Blues Power With Jimi Kidd (2002) - Burning Organ (2002) - Paul the Young Dude/The Best of Paul Gilbert (2003) - Gilbert Hotel (2003) - Acoustic Samurai (2003) - Space Ship One (2005) - Get Out of My Yard (2006) - Tough Eskimo (EP, 2007) - Silence Followed By A Deafening Roar (2008) - United States With Freddie Nelson (2009) - Fuzz Universe (2010) - Vibrato (2012) - Stone Pushing Uphill Man (2014) - I Can Destroy (2015) |  | Albumy wideo - Paul Gilbert: Eleven Thousand Notes (DVD, 2001, Pony Canyon Japan) - Paul Gilbert: Spaceship Live (DVD, 2006, Mascot Records) - Terrifying Guitar Trip (DVD, 2006, Warner Brothers Pub.) - Paul Gilbert: Intense Rock, Vol. 1 and 2 (DVD, 2006, Warner Brothers Pub.) - Paul Gilbert: Get Out of My Yard (DVD, 2007, Alfred Publishing) - Silence Followed by a Deafening Roar (DVD, 2008, Alfred Publishing) Inne - Numbers from the Beast: An All Star Salute to Iron Maiden (2005, Rykodisc) |

## Filmografia
- Cry Baby: The Pedal that Rocks the World (2011, film dokumentalny, reżyseria: Max Baloian, Joey Tosi)